# 分割債権
分割債権（ぶんかつさいけん）とは、多数当事者間の債権債務関係の1つであり、債権の目的がその性質上又は当事者の意思によって不可分とされていない（可分の）債権で債権者が複数いるものをいう（427条）。多数当事者間の債権債務関係は、債権の目的が性質上可分で当事者に別段の意思表示がない限り、分割債権あるいは分割債務となる。

## 対外的効力
分割債権における各債権者の債務者に対する関係（対外的効力）については、原則として各債権者は平等の割合で債権を有し、各債権者は自らの有する債権の部分についてのみ行使できるにすぎない。

## 対内的効力
分割債権の1人の債権者と債務者との間に一定の事由が生じた場合の他債権者と債務者との関係（対内的効力）については、分割債権の複数の債権者のうち1人の債権者に生じた事由は他の債権者にまで影響を及ぼさない（相対的効力、相対効）。

## 内部関係
分割債権の各債権者間の関係については、各債権者が自らの債権の割合以上に弁済を受け取った場合には他債権者に分配することができる。